# August Moosbrugger
August Moosbrugger, auch August Mosbrugger, August Moßbrugger, August Mossbrugger  (* 4. August 1802 in Konstanz; † 28. April 1858 in Wertheim) war ein deutscher  Architekt, badischer Baubeamter und Lyzeum-Professor, tätig als Großherzoglicher Bauinspektor in Wertheim. Er stammte aus der für ihre Baumeister, Stuckateure und Maler berühmten Familie Moosbrugger.

## Leben

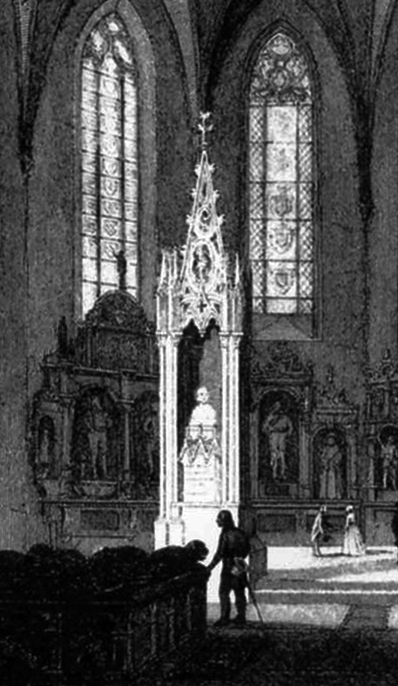
Karl-Friedrich-Denkmal in der Schlosskirche Pforzheim

August war der erste Sohn aus der zweiten Ehe des Hofmalers Wendelin Moosbrugger. Nach dem Besuch des Gymnasiums in Konstanz studierte er an Friedrich Weinbrenners Bauschule in Karlsruhe. 1826 wurde er Professor für Geometrie und Zeichenkunst am Lyzeum in Rastatt. Daneben legte er die Staatsprüfung ab und war ab dem 8. September 1827 als Baupraktikant bei der badischen Baudirektion eingetragen. Ab diesem Jahr entwarf er mehrere Kirchenbauten in der Rastatter Umgebung und leitete die Erweiterung der Liebfrauenkirche in Gernsbach. Er gewann den landesweiten Architektenwettbewerb für ein Karl-Friedrich-Denkmal, das 1833 im Chor der Schlosskirche Pforzheim errichtet wurde. 1836 wurde er zum Bauinspektor in Wertheim ernannt, wo er bis zu seinem Tod weitere öffentliche Bauten entwarf. 
Friedrich Moosbrugger, Sohn von August Moosbrugger, gab aufsehenerregende Konzerte als Kammersänger in Paris und in Russland.

## Bauten

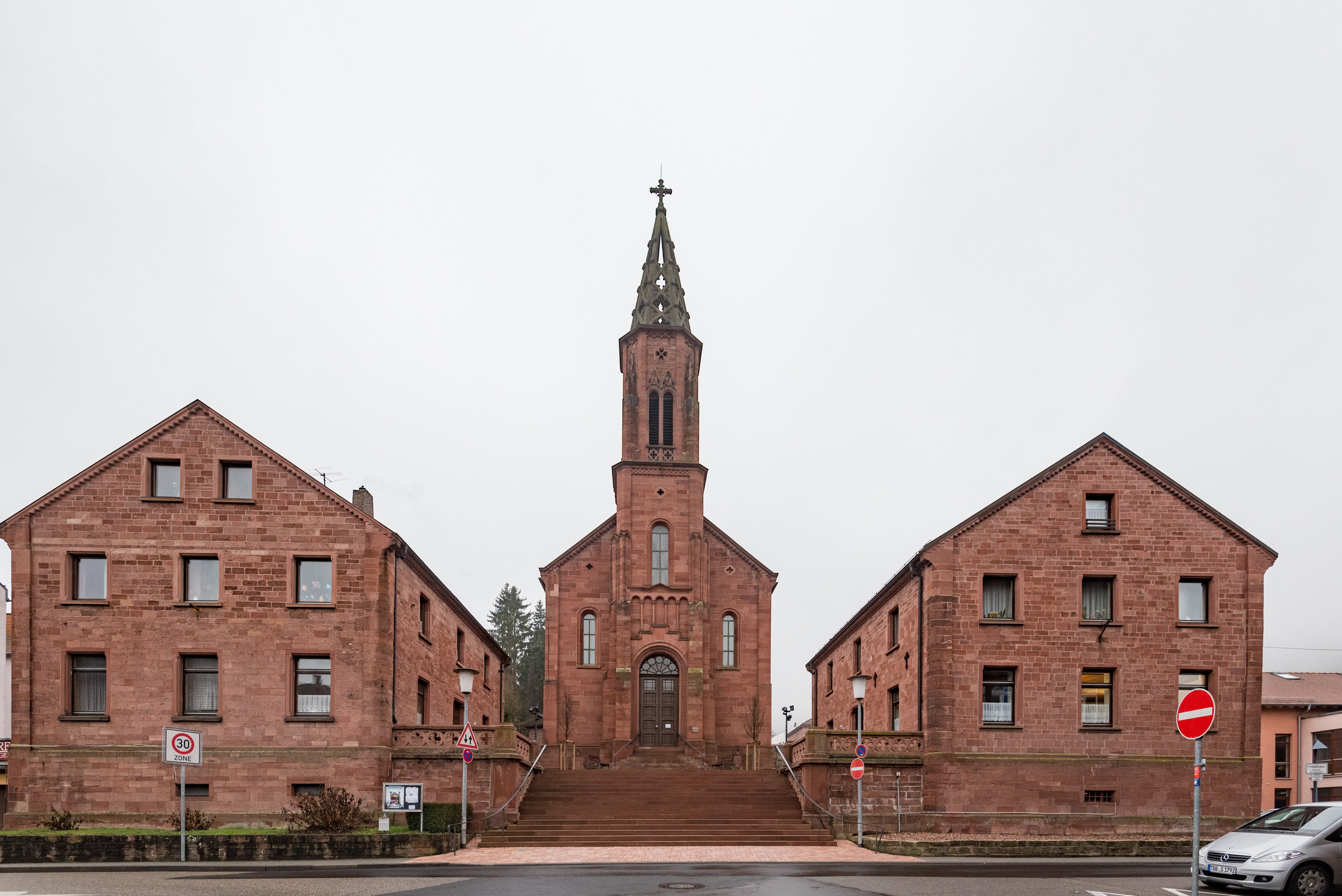
St. Venantius mit Schul- und Pfarrhaus in Wertheim

- 1827: Filialkirche Heilig Kreuz in Kuppenheim-Oberndorf
- 1827–1833: Erweiterung der Liebfrauenkirche in Gernsbach
- 1833: Karl-Friedrich-Denkmal in der Schlosskirche Pforzheim (mit Alois Raufer; im Zweiten Weltkrieg zerstört)
- 1835: Dorfkirche Illingen
- 1836–1838: Katholische Pfarrkirche Sankt Jakobus der Ältere in Rastatt-Plittersdorf
- 1840: St. Martin in Werbach
- 1840–1842: St. Venantius in Wertheim
- 1842: Amtsgericht Wertheim
- 1844–1845: Gefängnis Buchen
- 1847: St. Laurentius in Uissigheim
- 1855: Amtshaus Buchen[3]
- 1858–1860: Christuskirche in Bettingen

## Schriften
- Denkmal Carl Friedrichs von Baden in der Stiftskirche zu Pforzheim. Karlsruhe, 1834, doi:10.11588/diglit.2064 (Digitalisat).